# Pallacanestro Biella
Pallacanestro Biella, denominado también por cuestiones de patrocinio Edilnol Biella, es un club de baloncesto italiano, con sede en la ciudad de Biella. Fundado en 1994, compite en la Serie A2 Oeste, la segunda división del baloncesto en Italia. Disputa sus partidos en el Biella Forum, con capacidad para 5.007 espectadores.

## Historia
El club surgió en enero de 1994 de la unión de dos equipos de la ciudad: Biella Basket Club y Amici del Basket Biella. Comenzó su andadura en la Serie B2, ascendiendo a la Serie A2 en 1998 y a la Serie A en 2001, competición en la que se mantuvo hasta 2013.

## Nombres
- Ing Sviluppo Biella (1994–1998)
- Fila Biella (1998–01)
- Lauretana Biella (2001–05)
- Lauretana Biella (2009–10) Eurocup
- Bonprix Biella (2014–15) EuroChallenge
- Angelico Biella (2005-2017)
- Eurotrend Biella (2017-2018)
- Edilnol Biella (2018-presente)

## Posiciones en Liga
- 2009 - (7)
- 2010 - (14)
- 2011 - (14)
- 2012 - (12)
- 2013 - (16-Serie A)
- 2014 - (4-LNP Gold)
- 2015 - (5-LNP Gold)
- 2016 - (10-Serie A2 Oeste)
- 2017 - (1-Serie A2 Oeste)
- 2018 - (3-Serie A2 Oeste)

## Palmarés
- Campeón Serie A2 (2001)
- Campeón Copa Italia DNA (2014)